# Parafia św. Apostołów Piotra i Pawła w Gdańsku
Parafia św. Apostołów Piotra i Pawła w Gdańsku – rzymskokatolicka parafia usytuowana w Jelitkowie, nadmorskiej część gdańskiej dzielnicy Żabianka-Wejhera-Jelitkowo-Tysiąclecia przy ulicy Kaplicznej. Wchodzi w skład dekanatu Gdańsk Przymorze, który należy do archidiecezji gdańskiej.

## Historia
Historia duszpasterstwa w Jelitkowie przy ulicy Kaplicznej sięga początków lat '20. XX wieku
- 25 marca 1923 – Założony został Komitet Budowy kaplicy św. Piotra[3];
- 18 października 1923 – podpisanie aktu notarialnego dotyczącego działki pod budowę na potrzeby kultu Bożego dla osady rybackiej[4] i kąpieliska, ośrodka duszpasterskiego;
- 1925 – w styczniu prawnie przekazano Komitetowi/Stowarzyszeniu plac pod budowę – paragraf 7 tej umowy zobowiązywał wybudowanie kapliczki do 1 października 1928, natomiast 1 kwietnia nastąpiło wbicie „pierwszej łopaty” i rozpoczęcie wykopów pod pierwsze wykopy pod fundamenty, 15 kwietnia ruszyły pierwsze prace murarskie – przy budowie pomagali rzemieślnicy z Sopotu, Oliwy i Brzeźna oraz ewangeliccy mieszkańcy Jelitkowa, a 26 kwietnia proboszcz oliwski ks. Franz Berendt – poświęcił kamień węgielny;
- W latach 1925–1926 – wybudowano kaplicę w stylu nawiązującym do neogotyku – aut. architekta Sinlera, z obrazem ołtarza głównego – aut. malarza Bruno Paetscha[5];
- 5 sierpnia 1925 – na szczycie kaplicy zawisła wiecha;
- 3 lutego 1926 – nastąpił odbiór stanu surowego przez policję budowlaną tzw. Baupolizei – Wolnego Miasta Gdańsk;
- 24 października 1926 – poświęcenie kaplicy, której dokonał ks. Franz Berendt;
- W latach 1926–1936 – posługę sakramentalną sprawują, kapelani Zgromadzenia Sióstr Dobrego Pasterza z Przymorza[6];
- 1936 – duszpasterstwo zostaje przekazane  duchownym z parafii Trójcy Świętej w Oliwie;
- 1959 – kaplica uzyskała status kościoła rektorskiego;
- 1 listopada 1965 – Ordynariusz Gdański – Edmund Nowicki, dekretem biskupim erygował i ustanowił parafię;
- W latach 1976–1981 – w bezpośrednim sąsiedztwie kaplicy – przy ul. Kaplicznej, wybudowano Kościół parafialny – aut. Eugeniusza Baranowskiego;
- 1979 – kaplicę rozebrano do fundamentów. Zbudowany na planie niemal kwadratu, tworzy jednonawową – halową, a przy tym nowoczesną bryłę, z oryginalnym układem chóru i połączonych z nim bocznych empor we wnętrzu;
- 1991 – w ołtarzu głównym została umieszczona płaskorzeźba z utwardzonego i zbrojonego gipsu, przedstawiającą Ostatnią Wieczerzę – aut. Ryszarda Kaczora, podobnie jego autorstwa są zdobiące czołowe ściany prezbiterium postacie patronów świątyni, stacje Drogi Krzyżowej i chrzcielnica;
- 29 czerwca 1991 – Konsekracja kościoła, której dokonał Tadeusz Gocłowski CM – arcybiskup metropolita gdański;
- 2000 – na chórze zainstalowano 31-głosowe organy elektroniczne, a obok kościoła wybudowano wolno stojącą dzwonnicę z trzema dzwonami.

## Proboszczowie
- 1959–1975: ks. Stefan Szymański
  - administrator parafii
  - rektor (1959–1965)
- 1975–2010: ks. kan. Gerard Maternicki[7][8]
  - administrator parafii (1975–1981)
- 2010–2021: ks. prał. mgr lic. Włodzimierz Zduński[9][10]
- od 1 III 2021: ks. kan. Kazimierz Głyżewski[11]